# سيزار بالاس
سيزار بالاس (بالإنجليزية: Caesars Palace)‏هو فندق فخم وكازينو يقع في منتطقة لاس فيغاس ستريب. تملكها وتشغلها شركة سيزارز إنترتاينمنت ويقع على الجانب الغربي من لاس فيغاس ستريب بين «بيلاجيو» و «ميراج». وتبلغ عدد غرف الفندق 3960 غرفة متوزعة في ستة أبراج ويضم أجنحة تبلغ مساحته 1,000 قدم مربع.

## أفلام
ظهر فندق سيزار بالاس في عدد من الأفلام ولعل أبرزها هي:
- روكي 3 (1982).
- رجل المطر (فيلم).
- ساعة الذروة 2 (فيلم) (2001).
- أوشن 11 (2001)
- فتيات الحلم (فيلم) (2006).
- آيرون مان (فيلم) .
- صداع الكحول (فيلم).
- 2012 (فيلم).
- صداع الكحول الجزء الثالث (2013).
- غودزيلا (فيلم 2014) (2014).

## ألعاب فيديو
- غراند ثفت أوتو: سان أندرياس (2004).